# A Conspiracy of Stars
A Conspiracy of Stars es el vigésimo primer álbum de la banda británica de hard rock y heavy metal UFO, publicado en 2015 por SPV/Steamhammer Records. Es el primer trabajo de la banda con el bajista Rob De Luca como miembro activo, ya que desde el 2008 ha colaborado con la agrupación en algunas de sus giras promocionales.
Alcanzó el puesto 50 en la lista británica UK Albums Chart e ingresó en las listas estadounidenses Top Hard Rock Albums y Top Independent Albums en los puestos 14 y 39 respectivamente, convirtiéndolo en su primer álbum en entrar en un conteo estadounidense desde Misdemeanor de 1985.

## Lista de canciones
| N.º | Título                        | Escritor(es)  | Duración |  |
| 1.  | «The Killing Kind»            | De Luca, Mogg | 3:58     |  |
| 2.  | «Run Boy Run»                 | Moore, Mogg   | 4:16     |  |
| 3.  | «Ballad of the Left Hand Gun» | Moore, Mogg   | 4:27     |  |
| 4.  | «Sugar Cane»                  | Moore, Mogg   | 6:08     |  |
| 5.  | «Devil's in the Detail»       | Moore, Mogg   | 5:09     |  |
| 6.  | «Precious Cargo»              | Moore, Mogg   | 5:49     |  |
| 7.  | «The Real Deal»               | Raymond, Mogg | 4:04     |  |
| 8.  | «One and Only»                | De Luca, Mogg | 3:55     |  |
| 9.  | «Messiah of Love»             | Moore, Mogg   | 4:32     |  |
| 10. | «Rollin' Rollin'»             | Moore, Mogg   | 5:16     |  |

| Pista adicional en la edición limitada |                    |                        |          |  |
| N.º                                    | Título             | Escritor(es)           | Duración |  |
| 11.                                    | «King of the Hill» | Raymond, De Luca, Mogg | 2:40     |  |

## Músicos
- Phil Mogg: voz
- Vinnie Moore: guitarra líder
- Paul Raymond: teclados, guitarra rítmica y coros
- Rob De Luca: bajo
- Andy Parker: batería